# مانجلهورن (فلم)
مانجلهورن (بالإنجليزية: Manglehorn) فيلم دراما أمريكي للمخرج ديفيد جوردون جرين عام 2014، وكتبه بول لوجان. الفيلم من بطولة آل باتشينو وهولي هانتر وهرموني كورين وكريس ميسينا، وتدور الأحداث حول مانجلهورن، صانع الأقفال غريب الأطوار في بلدة صغيرة، الذي يحاول أن يبدأ حياته من جديد بمساعدة صديقة جديدة بعد أن فقد حبيبته منذ سنوات.
رشح الفيلم في مهرجان البندقية السينمائي 2014 لجائزة الأسد الذهبي (ديفيد جوردون جرين).
أصدرت شركة أفلام IFC الفيلم إلى دور العرض الأمريكية في 19 يونيو 2015.
منح موقع قاعدة بيانات الأفلام على الإنترنت (IMDB) الفيلم درجة 5.5/ 10.

## طاقم التمثيل
آل باتشينو: في دور أنجيلو مانجلهورن
هولي هانتر: في دور داون (صرافة البنك)
هارموني كورين: في دور غاري
كريس ميسينا: في دور جاكوب
ماريسا فاريلا: في دور باتريشيا
سكايلر جاسبر: في دور كايلي
بريان ميس: في دور كارل
هرك تريفينو: في دور روبي
أنجيلا وودز: في دور ستيف
ساندي أفيلا: في دور أم مع طفل في السيارة
جازمين ديلجادو: في دور ياسمين
جون ويبر: في دور طاهي الكافتيريا
تيم كاري: في دور المغني
لامونيكا لويس: في دور المغنية
ديان بيريلا: في دور كلارا
جينيفر تيدويل: في دور مساعد الطبيب البيطري
إدريك براون: في دور رودولف 

## أحداث الفيلم
يعيش أنجيلو مانجلهورن (آل باتشينو)، صانع أقفال، في بلدة صغيرة منفصلاً عن العالم من حوله، ويتوق إلى حب ضائع وربما يفقد قصة حب جديدة مع صرافة البنك اللطيفة داون (هولي هانتر) التي تلتقي به كل يوم جمعة. يأكل مانجلهورن في نفس المكان كل يوم. يستمر مانجلهورن في تلاوة الرسائل التي لا يزال يكتبها لحبيبته ويتطرق إلى أحداث يومه.
يتواصل مانجلهورن مع ابنه غاري (هارموني كورين)، سريع الكلام والذي يمثل نقيض مانجلهورن الكامل، لكنه مع ذلك يحاول التواصل معه لإثبات آرائه لابنه، بينما يشعر غاري بأنه مدين مانجلهورن لأن الأخير كان قد درب فريق ليتل ليغ كان ينتمي إليه هو والابن الآخر جاكوب (كريس ميسينا)، عندما كانا طفلين، ولكن مانجلهورن لا يتواصل مع جاكوب الذي سلكت حياته مسارًا متباينًا وأصبح مانجلهورن لا يشعر بأي صلة قرابة بينهما.
يغدق مانجلهورن على قطته الأليفة "فاني" الكثر، وهي قطة أنجورا بيضاء وجدها مانجلهورن في خزانته ولا يعرف من أين أتت. يجد مانجلهورن أن فاني ليست على ما يرام ويقلق من عدم تناولها الطعام. يصطحب مانجلهورن فاني للصيد معه، إلا أنهم لم يصلوا أبدًا إلى مكان الصيد. بدلاً من ذلك، ينتهي بهم الأمر فوق شجرة طويلة، وهو مكان يصعب الوصول اليه، وأخيرًا يصادف حادث يضم العديد من السيارات والكثير من البطيخ.
يأخذ مانجلهورن قطته فاني إلى الطبيب البيطري الذي يوضح له أنها تعاني من انسداد في الأمعاء. لقد ابتلعت مفتاحًا صغيرًا وعليهم إجراء عملية جراحية لإزالته. يقضي مانجلهورن بعض الوقت مع فاني قبل الجراحة، وهو يغني لها بهدوء أغنية "بيبر مون". يتم شفاء فاني ويعود مانجلهورن مع قطته إلى البيت وهو يشعر بسعادة غامرة عندما يراها تتناول الطعام مرة أخرى.
يحاول مانجلهورن أن يكون رجلاً محترمًا، لكن يتضح أن حياة الندم جعلته مدمرًا.

## إنتاج الفيلم واصداره
بدأ تصوير الفيلم في 4 نوفمبر 2013 في مدينة أوستن بولاية تكساس واستمر التصوير لمدة خمسة وعشرين يومًا في مواقع مختلفة بالمدينة.
قام فريق "إكسبلوسيونز إن ذا سكاي Explosions in the Sky"، فريق ما بعد موسيقى الروك post-rock من مدينة أوستن، بوضع موسيقى الفيلم بالتعاون مع ديفيد وينجو.
عرض الفيلم لأول مرة من خلال المنافسة في الدورة 71 لمهرجان البندقية السينمائي الدولي. تم عرضه أيضًا في قسم العروض التقديمية الخاصة في مهرجان تورنتو السينمائي الدولي 2014. وأصدرته شركة أفلام IFC إلى دور العرض الأمريكية في 19 يونيو 2015.

## استقبال الفيلم
حقق الفيلم محلياً مبلغ 143101 دولار وخارج أمريكا مبلغ 316.535 دولار والمحصلة مبلغ 459636 دولارًا.
منح موقع "الطماطم الفاسدة" الفيلم تقييماً مقداره 49% بناءاً على آراء 85 ناقداً سينمائياً، وكتب إجماع نقاد الموقع: "يتباهى "مانجلهورن" بأداء رائع من آل باتشينو، لكن هذا لا يكفي للتعويض عن قصة بسيطة وسيناريو غير متساوٍ."
منح موقع "ميتاكريتيك" الفيلم تقييماً مقداره 56% بناءاً على آراء 26 ناقداً سينمائياً.
كتب موقع الناقد السينمائي روجر إيبرت: "مانجلهورن .. محادثة عميقة بشكل مدهش مع صديق قديم ... الفيلم يتعلق بتلك الأوقات في حياتنا عندما نعيد تقييم أخطاء الماضي ونأخذ في الاعتبار الساعات المتناقصة المتبقية على هذا الكوكب. أتمنى فقط أن يسمح الفيلم لهذه المحادثة بالتدفق بشكل طبيعي مع شخصية مستديرة جيدًا بدلاً من تذكيرنا مرارًا وتكرارًا بأننا نتحدث إلى الشخص الوحيد آل باتشينو"، ومنح الفيلم نجمة واحدة من أصل أربعة نجوم.

## وصلات خارجية
https://elcinema.com/work/2033512 مانجلهورن (فيلم)
https://www.imdb.com/title/tt2893490/ مانجلهورن (فيلم)
https://letterboxd.com/film/manglehorn/ مانجلهورن (فيلم)
https://www.filmaffinity.com/us/film876188.html مانجلهورن (فيلم)
https://www.allmovie.com/movie/manglehorn-v613804 مانجلهورن (فيلم)
https://www.themoviedb.org/movie/254905-manglehorn مانجلهورن (فيلم)
https://www.allocine.fr/film/fichefilm_gen_cfilm=221453.html مانجلهورن (فلم)
https://www.blu-ray.com/movies/Manglehorn-Blu-ray/136178/ مانجلهورن (فلم)
https://www.tcm.com/tcmdb/title/2098617/manglehorn#overview مانجلهورن (فلم)